# Ist Kudlur, Somvarpet
Ist Kudlur là một làng thuộc tehsil Somvarpet, huyện Kodagu, bang Karnataka, Ấn Độ.